# 734 Benda
734 Benda è un asteroide della fascia principale del diametro medio di circa 70,82 km. Scoperto nel 1912, presenta un'orbita caratterizzata da un semiasse maggiore pari a 3,1490128 UA e da un'eccentricità di 0,0948510, inclinata di 5,79922° rispetto all'eclittica.
Il suo nome è in onore di Anna Benda, seconda moglie dello scopritore, Johann Palisa.